# Bobryk (Browary)
Bobryk (ukrainisch Бобрик, russisch Бобрик Bobrik) ist ein Dorf in der ukrainischen Oblast Kiew mit etwa 2000 Einwohnern (2001).

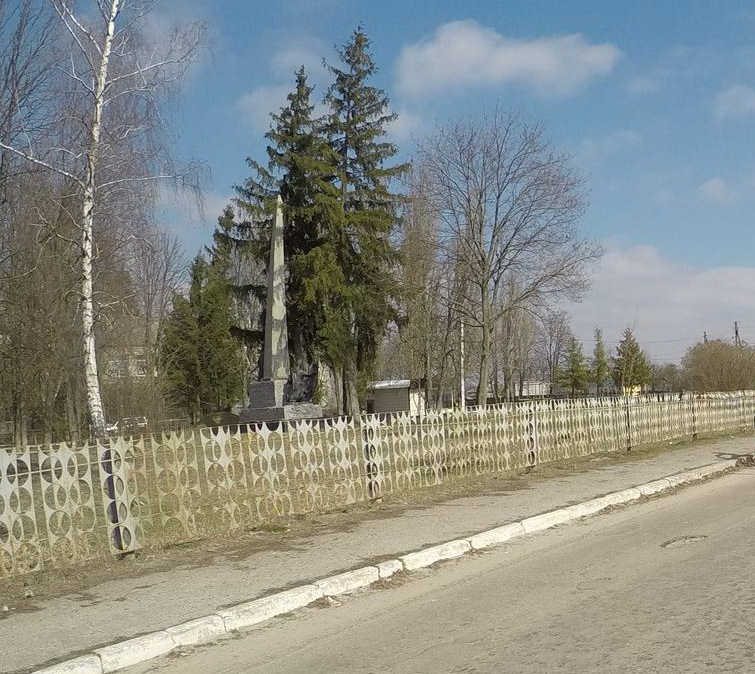
Denkmal im Ort

Das erstmals 1625 erwähnte Dorf liegt 32 km nordöstlich vom Rajonzentrum Browary und etwa 55 km nordöstlich vom Stadtzentrum Kiews. Im Westen von Bobryk liegt das Dorf Schewtschenkowe mit einer Bahnstation an der Bahnstrecke Kiew–Nischyn.
Am 3. August 2017 wurde das Dorf ein Teil der neugegründeten Siedlungsgemeinde Welyka Dymerka, bis dahin bildete es zusammen mit dem Dorf Hajowe (Гайове) die gleichnamige Landratsgemeinde Bobryk (Бобрицька сільська рада/Bobryzka silska rada) im Nordosten des Rajons Browary.